# Azooma
Azooma (coreà 공정사회 Gongjeongsahoe) és una pel·lícula de thriller criminal de Corea del Sud del 2012 protagonitzada per Jang Young-nam en el seu primer paper principal en una pel·lícula com a mare que busca justícia per la violació de la seva filla de deu anys. Es va estrenar mundialment al Festival Internacional de Cinema de Busan de 2012 i es va estrenar als cinemes el 18 d'abril de 2013. Des de llavors, la pel·lícula ha rebut reconeixement al circuit internacional de festivals de cinema.
Escrita i dirigida per Lee Ji-seung, el títol en anglès de la pel·lícula és una transliteració del terme coreà "ajumma" (아줌마), una forma de tractament que s'utilitza per dones casades (o simplement grans) que tenen connotacions complexes i pel ques sempre es diu el personatge de Jang. El títol coreà de la pel·lícula significa Una societat justa.

## Argument
Seül, l'actualitat. Yeon-joo (Lee Jae-hee), de deu anys, és recollida fora de l'escola per un home (Hwang Tae-kwang) que diu que coneix la seva mare i després és conduïda a un pis on és abusada sexualment. Sis hores més tard, la seva mare, Yoon Young-nam (Jang Young-nam), informa de la seva desaparició a la policia, que diu que és massa aviat per iniciar una investigació adequada. Després de ser trobat abocat al carrer en una maleta, Yeon-joo és portat a un hospital per Yoon i es recupera; Tanmateix, l'exmarit de Yoon, el doctor Lee (Bae Sung-woo), el dentista de celebritats televisives, no està content amb la publicitat oposada que l'acció de Yoon ha generat. Yoon finalment persuadeix un detectiu ocupat, Ma (Ma Dong-seok), perquè s'interessi pel cas; pregunta a Yeon-joo a l'hospital però la nena revela poc. Més tard, una policia la interroga, amb més èxit. Enfadada per l'aparent lentitud amb la qual la policia està tractant el cas, Yoon rastreja el mateix abusador de menors i s'enfronta a ell al seu pis. Després d'una lluita i persecució, la policia arriba i els agafa a tots dos, tot i que en el camí l'agressor de menors s'escapa. Yoon decideix prendre mesures més radicals.

## Repartiment
- Jang Young-nam - Yoon Young-nam
- Ma Dong-seok - Detectiue Ma
- Hwang Tae-kwang – el violador
- Bae Sung-woo - Dr. Lee
- Lee Jae-hee - Lee Yeon-joo

## Premis
- 2013 Athens Festival Internacional de Cinema i Vídeo: primer premi a la secció de narrativa de llargmetratges[10]
- 2013 Festival Internacional de Cinema de Beloit: Millor llargmetratge[11][12]
- 2013 Irvine International Film Festival: Millor actriu - Jang Young-nam[13][14]
- 2012 Festival Internacional de Cinema de Costa Rica: Millor llargmetratge
- Festival de Cinema de Nevada 2012: Premi Platí
- 2012 Sindicat de Directors de Corea: Millor actriu - Jang Young-nam[15]